# 秦顺全
秦顺全（1963年7月15日—），男性，四川绵竹人，中国工程院院士，全国劳动模范，第十、十一届、十二届、十三届全国人大代表，教授级高级工程师。九三学社成员。中华人民共和国政治人物、工程师。现任湖北省政协副主席